# Прапор Глинян
Прапор Глинян — офіційний символ міста затверджений 25 листопада 2003 року рішенням сесії Глинянської міської ради. 
Автор — Андрій Гречило.

## Опис
Квадратне синє полотнище, на якому з білого півмісяця, повернутого ріжками вгору, виростає жовте дерево, яке обабіч підтримують двоє жовтих левів із червоними язиками, над ними — по жовтій 8-променевій зірці. 

## Зміст
Герб опрацьовано на основі міських печаток 18 століття.
Леви поширені в міській геральдиці Галичини і уособлюють силу, могутність та незалежність, дерево означає життя, півмісяць унизу ймовірно походить з герба Леліва (символа руського старости Яна Тарновського). Міська рада доповнила їх двома 8-променевими зірками, які є християнським символом?, а також означають вічність і постійність.